# La Sonora Siguaray

La Sonora Siguaray es una agrupación de música mexicana  del género tropical formada en el año de 1968, aunque heredó su nombre artístico a partir de la primera formación en el año de 1963 con el nombre artístico de Sonora Milpa Alta. Cuenta con el registro ante el Instituto Nacional del Derecho de Autor como La Auténtica Sonora Siguaray , conocida popularmente como Internacional Sonorísima Siguaray Archivado el 22 de julio de 2019 en Wayback Machine.. Es reconocida dentro de las agrupaciones importantes del género tropical de las sonoras de México. Actualmente la riqueza interpretativa de las sonoras puede ser escuchada en XEB-AM *«Sonoreando». Archivado desde el original el 9 de septiembre de 2013. Consultado el 26 de mayo de 2009. 

## Los inicios
Como cualquier conjunto que empieza a estrenarse en el género musical del trópico, lo intenta primero por imitar a solistas y conjuntos importantes del momento, fue el caso de la Sonora Siguaray que emerge de la delegación de Milpa Alta, Distrito Federal dentro de la República Mexicana con el nombre artístico de Sonora Milpa Alta en esas fechas la Sonora Milpa Alta empezó a tener una serie de contratos por todo el Distrito Federal además de que en los concursos donde la Sonora Milpa Alta competía en la rama de aficionados fuera esta la que ganaba los primeros lugares. 

El director de la Sonora Milpa Alta de 1963 a 1967 era Antonio Rosas, originario de Milpa Alta, Distrito Federal. Los elementos que conformaban la agrupación consideraron que el nombre no era comercial y por acuerdo de los integrantes cada uno llevó consigo en un ensayo musical 10 propuestas para el cambio de nombre y el afortunado fue el cantante Benigno Sierra, originario de Tulyehualco, Distrito Federal, acertando con la denominación Siguaray. Fue así como se fundó la Sonora Siguaray.

## Primeras grabaciones
Una vez que la agrupación adoptara el nombre de Sonora Siguaray en el año de 1968  empezó la agrupación a realizar arreglos y composiciones para la Sonora Siguaray. Se realizó el 17 de agosto de 1968 la grabación para la disquera "Rex" propiedad de la compañía "Musart".
En el lanzamiento del primer disco para la disquera "Rex" año en el que se celebraran las olimpiadas de México 1968 en su apogeo, es cuando se da a conocer a nivel profesional la Sonora Siguaray con temas interpretados por los vocalistas  Miguel Rodríguez Olivares y Benigno Sierra Ávila, con los temas  No puedo engañarte el Arañazo y Suelo Tropical.
A continuación el relato del éxito obtenido del primer LP. La voz de Miguel Rodríguez Olivares en una entrevista en el programa "Distinto amanecer" en Radio Red del grupo IMER a cargo de Manuel Pallares que nos menciona lo siguiente:
| Entrevista de Manuel Pallares a Miguel Rodríguez en "Distinto amanecer". |                                                                    |
|                                                                          | \| Entrevista a la Sonora Siguaray en "Distinto amanecer" \| \| \| |
| ¿Problemas al reproducir este archivo?                                   |                                                                    |
| Entrevista a la Sonora Siguaray en "Distinto amanecer"                   |                                                                    |
|                                                                          |                                                                    |

|-

Los temas que incluían este primer LP son los siguientes:
| Album No.1 de la Sonora Siguaray (1968) |                        |
| 1.                                      | La burrita.            |
| 2.                                      | No puedo engañarte.    |
| 3.                                      | Qué Linda Eres Tú.     |
| 4.                                      | Pin Pon.               |
| 5.                                      | El Arañazo.            |
| 6.                                      | Suelo Tropical.        |
| 7.                                      | La Barquita de Madera. |
| 8.                                      | ¡He Pachanguero!       |
| 9.                                      | Flor de Cabaret.       |

## Primeros cambios
Por las circunstancias del mismo, se llevó a cabo el cambio de Director por votación de los integrantes de la Sonora Siguaray entra Ramiro Gómez Bermejo originario de la Delegación de Milpa Alta y toma el cargo de nuevo director artístico de la agrupación . Se inicia entonces en aquellas fechas la promoción en las radiodifusoras del Distrito Federal con los temas: No Puedo Engañarte, ¡He Pachanguero! a ritmo de guaracha, Se Acabó a ritmo de bolero. De 1968 y 1972, la agrupación graba 4 discos con 10 temas cada uno, fue cuando se consagra a nivel Nacional Sonora Siguaray con uno de los temas preferidos por el público el Sauce, interpretado por el vocalista Miguel Rodríguez Olivares y el autor del tema es el Sr. Silvestre Velásquez, que fue bajista, guitarrista y pianista de la Sonora Siguaray.

“Entre las actuaciones de la Sonora Siguaray se mencionan las siguientes:
30 de julio de 1968 con Emilio B. Rosado, 1º de mayo de 1968 en Santa Ana Xavilmilulco, Estado de Puebla, 3 de agosto de 1969 San Antonio Culhuacan con Arturo Núñez; 30 de Mayo de 1970 en Ozumba, Estado de México con Miguel Ángel Serralde; Por citar algunos salones de la ciudad de México están: California Dance Club, Los Ángeles, Salón Colonial, Salón Ribera y otros. 
Por más de un año acompañamos al excantante de La Sonora Matancera,  Alberto Beltrán (el negrito del Batey), en el transcurso de 1971. 

Nuestros estudios los ejecutábamos en Iztapalapa en el domicilio del Sr. Carlos Bernal (el capi) Como lo conocían en la radio y era locutor de la XESM Radio Fiesta, lo conocimos en varios eventos; ya que formaba parte de la Orquesta de Gamboa Caballos, por azares de la vida también formó parte de las filas de la Autentica Sonora Siguaray. ”
Calixto Cruz, Trayectoria de la Sonora Siguaray. Música tropical mexicana, Ciudad de México, 2008.

## Consolidación
Para principios de la década de los 70 diversas agrupaciones se hicieron sonar en México tales como: la Sonora Santanera, la Sonora Matancera  y otros,  por lo que la copetencia fue difícil para una agrupación del género tropical tuviera la oportunidad de sobresalir y colocarse en un lugar dentro de los grandes de la música tropical además de que el rock prevalecía en varias partes del mundo, la Sonora Siguaray fue una de las agrupaciones que evitó fracasar y consiguió destacar con su música inigualable tropical-romántica. Para mediados de la década de los 70 la Sonora Siguaray empezó a grabar diversos L.P para diferentes disqueras como la disquera "Rex", "Yurico", "Delta" y otras provocando una gran aceptación del público además de invitaciones de radiodifusoras del territorio mexicano. 

### Consolidación nacional
Para el año de 1974 la Sonora Siguaray graba el cuarto L.P para la disquera "Rex" y se coloca como uno de los conjunto tropical más constante de México y logran ser escuchado en las radiodifusoras de México incluyendo los primeros 3 L.P grabados de 1968 a 1973, y ahora con este último L.P en el que sobresalen éxitos tales como: El Sauce, As de Corazones Rojos,  El Carbonero, Cuando Platico con Dios,  Si se Acabara éste Mundo.
| Album No.1 de la Sonora Siguaray (1974) |                           |
| 1.                                      | Si se Acabara éste Mundo. |
| 2.                                      | Cuando Platico con Dios.  |
| 3.                                      | As de Corazones Rojos.    |
| 4.                                      | Sabor y Ritmo             |
| 5.                                      | Toda una Vida             |
| 6.                                      | El Carbonero              |
| 7.                                      | Son Tropical              |
| 8.                                      | Te lo Dije                |
| 9.                                      | El Smog                   |
| 10.                                     | Diana                     |

### Consolidación mundial
Hasta ese momento la agrupación permanecía con un sello a ritmo de Bolero, Chachachá y Guaracha, para la siguiente entrega en L.P. para la disquera "Yurico" empieza a consolidarse a nivel mundial en el transcurso de la década de los 70 provocando que la agrupación realizara una serie de giras en los EUA y la mayor parte de Centroamérica y Sudamérica, por lo que se consolida a nivel  Internacional y pudo ser escuchado en las radio difusoras de EUA y gran parte de Latinoamérica
Uno de los L.P más conocidos por las personas es el L.P de Te vas te vas y el Sauce, el primero muy famoso por el poema de la "Despedida" de José Ángel Buesa música y letra de Luis Oseguera en la voz del declamador Fernando Ramírez Olace. La Sonora Siguaray a finales de la década de los 70 fueron invitados a programas de televisión a control remoto, como el programa muy conocido en México de Siempre en Domingo y su conductor Raúl Velasco a través de El Canal de las Estrellas que se trasmitía en la República Mexicana y en gran parte de América. El impacto de la melodía quedó inmortalizada a través del tiempo con la fusión de un poema que imprimía en sus versos la melancolía del cubano José Ángel Buesa y la riqueza musical del trópico bajo la interpretación de los integrantes de la Sonora Siguaray. El éxito obtenido por el tema del "te vas te vas" se siguió escuchando en la década de los 90 en gran parte del territorio mexicano además de que el conductor de Televisa, Paco Stanley lo parafraseaba el poema frecuentemente en su programa "El Club Del Hogar" entre otros programas a cargo de este locutor tales como “Nuestra Gente”, en TV Azteca con la conducción del programa “Una Tras Otra”. 
| Album: Te vas te vas, de la Sonora Siguaray (1977) |                       |
| 1.                                                 | Te vas te vas.        |
| 2.                                                 | La noche.             |
| 3.                                                 | Amor amor amor.       |
| 4.                                                 | No voy a recordarte   |
| 5.                                                 | ¡Gozala ya!           |
| 6.                                                 | He dejado de quererte |
| 7.                                                 | Alma mía              |
| 8.                                                 | Pa´ goza              |
| 9.                                                 | El Smog               |
| 10.                                                | Que Linda eres tú     |

Poema de la Despedida

Te digo adiós, y acaso te quiero todavía.

Quizá no he de olvidarte, pero te digo adiós.

No sé si me quisiste... No sé si te quería...

O tal vez nos quisimos demasiado los dos.

Este cariño triste, y apasionado, y loco,

me lo sembré en el alma para quererte a ti.

No sé si te amé mucho... no sé si te amé poco;

pero sí sé que nunca volveré a amar así.

Me queda tu sonrisa dormida en mi recuerdo,

y el corazón me dice que no te olvidaré;

pero, al quedarme solo, sabiendo que te pierdo,

tal vez empiezo a amarte como jamás te amé.

Te digo adiós, y acaso, con esta despedida,

mi más hermoso sueño muere dentro de mí...

Pero te digo adiós, para toda la vida,

aunque toda la vida siga pensando en ti.

## Directores Principales de la Sonora Siguaray
La Sonora Siguaray  ha pasado en su trayectoria musical por 4 directores de música desde que se formó con su primer nombre artístico de Sonora Milpa Alta, hasta que se consolidó como Sonora Siguaray.

| Predecesor: †Antonio Rosas       | Director Principal de la Sonora Siguaray (Sonora Milpa Alta) 1963–1968 | Sucesor: Ramiro Gómez Bermejo |
| Predecesor: Ramiro Gómez Bermejo | Director Principal de la Sonora Siguaray 1968–1989                     | Sucesor: †Calixto Cruz Mejía  |
| Predecesor: †Calixto Cruz Mejía  | Director Principal de la Sonora Siguaray 1989–2002                     | Sucesor: Jesus Cruz Flores    |
| Predecesor: Jesus Cruz Flores    | Director Principal de la Sonora Siguaray 2002–Presente                 | Sucesor: -------              |

## Crisis
La Sonora Siguaray para a finales de la década de los 80 el conjunto tuvo problemas con quien fuera su segundo director Ramiro Gómez Bermejo por los problemas que él provocaba por mencionar el incumplimiento de los pagos que les correspondía a los que integraban la agrupación e iniciar el despido injustificado de integrantes pioneros, dando apertura a una fragmentación al conjunto tropical más constante de la década de los 70 y 80 a nivel nacional e internacional.
Calixto Cruz Mejía, conocido por el medio artístico como Delfino toma la dirección musical por votación de los integrantes de la agrupación y es destituido del cargo Ramiro Gómez y unifica a los pioneros que fueron removidos por Ramiro Gómez en la década de los 70 por lo que Delfino Cruz cuenta con la mayoría de los que iniciaron la agrupación de 1963 hasta 1980, como lo son cantantes que hicieron éxitos para la Sonora Siguaray como Miguel Rodríguez con éxitos como, “El Sauce”, “Cada noche un amor”; Benigno Sierra, que le da el título de Siguaray y éxitos como “Suelo Tropical”, “El Arañazo”; Rolando Infante quien en una gira con la Sonora Siguaray en la Union Americana perdió la vida en un accidente en Texas dentro de un móvil, lo acompañaba el trompetista Ramón Nava quien de milagro salió con vida, Rolando Infante también creó varios éxitos como “Que te parece”, “El huerfanito” entre otros.
Para a mediados de la década de los 80 se inicia el registro ante el Instituto Nacional del Derecho de Autor como “La Auténtica Sonora Siguaray” 

### Advertencia contra el plagio
En la celebración de los 50 años de la Sonora Siguaray afirman que son la primera agrupación en lograr ganar legalmente a los grupos piratas que usan ilegalmente su nombre, luego de una larga espera, se obtuvo una sentencia que favoreció a la agrupación liderada por su titular, la señora Julieta Flores Alvarado.
La agrupación espera parar la piratería con esta sentencia condenatoria, que puede significar cárcel para los infractores y afirman que el IMPI ha sido pieza clave para obtener una histórica sentencia que prohíbe a cualquier otra agrupación de usar su nombre (o similares), a riesgo de enfrentar duras consecuencias penales.

## Nuevos cambios
A través de los años la Sonora Siguaray se ha adaptado a los nuevos tiempos, a nuevos ritmos, incorporando en sus más de 40 producciones discográficas nuevos ritmos por mencionar la salsa, cumbia y otros.
Para el año del 2006 a la fecha la Sonora Siguaray ha sacado diversas producciones inclinados a ritmos más frescos como el caso de la cumbia que adoptó la agrupación actualmente como la apertura de los nuevos tiempos del siglo XXI sin perder el sello que habitualmente se le identifica como son los poemas en sus canciones, característico de la agrupación ya que es la única que lo viene realizando a lo largo de la última mitad del siglo XX, algunos éxitos que ha tenido recientemente es Hasta el final de mi vida que es un tema que compuso Silvestre Velásquez, compositor del tema del Sauce, y un tema dedicado a la titular de la agrupación Julieta Flores Alvarado, esposa del finado Calixto Cruz Mejía quien en un lamentable accidente perdió la vida en el año del 2002, el tema de Julieta ha estado sonando en radiodifusoras como en la XEB en su programa "Sonoreando"en el transcurso del 2008. [6]
| Album:"Julieta" La Auténtica Sonora Siguaray (2008) |                           |
| 1.                                                  | Julieta                   |
| 2.                                                  | El Sauce                  |
| 3.                                                  | Cumbia de la primavera    |
| 4.                                                  | Se me fue mi amor         |
| 5.                                                  | Olas                      |
| 6.                                                  | Te vas te vas             |
| 7.                                                  | Hasta el final de mi vida |
| 8.                                                  | Aromas de playa           |
| 9.                                                  | Cumbia del amor           |
| 10.                                                 | Confusion                 |
| 11.                                                 | Alla viene el lobo        |
| 12.                                                 | El despertador            |
| 13.                                                 | Micaela                   |
| 14.                                                 | As de corazones rojos     |

## Influencia
A lo largo del éxito obtenido a raíz de los poemas incluidos en los diversos temas de la Sonora Siguaray fueron adoptados los mismos por agrupaciones de distintos géneros como los Cadetes de Linares con el tema de “No hay novedad” así como la Banda el Recodo y otras agrupaciones afines, quien han incorporado temas de la Sonora Siguaray, teniendo éxito con el público. 

Luis Miguel también gravo un tema de la Sonora Siguaray que fue “Amor, amor, amor” A finales de 2001 en su álbum Mis romances (cuarto trabajo de boleros, con el sencillo Amor, amor, amor) y siendo un rotundo éxito.

## Actuaciones
La agrupación salió a realizar una serie de presentaciones recientemente a Honduras, Salvador y Guatemala  y han estado muy activos bajo la dirección de su titular la señora Julieta Flores. Han participado en diversos eventos en programas de televisión, radio y prensa. 

### Actuaciones con otros grupos
Dentro de las actuaciones de la Sonora Siguaray en donde ha alternado con agrupaciones y personajes importantes del ámbito musical Nacional e Internacional tales como: Celia Cruz, Oscar D'León, la Sonora Santanera, Maelo Ruiz, la Sonora Dinamita, Sonora Matancera, el Carro Show, Ángeles Azules, Los Ángeles Negros, Margarita la Diosa de la Cumbia, Acapulco Tropical, Dámaso Pérez Prado, Banda el Recodo, Ramón Ayala, Cadetes de linares, Cornelio Reyna, Banda Machos, Banda el Limón, La Auténtica de Jerez, Banda Maguey, los Llayras, Los Askis entre otros.

## Sitios de interés
- La Sonora Santanera
- La Sonora Dinamita
- La Sonora Matancera